# Villa Mylius
Villa Mylius è una villa nobiliare del XVIII secolo presente a Sesto San Giovanni. Si tratta della tipica villa di delizia, nobile dimora suburbana per soggiorni e villeggiature. La costruzione è orientata verso canoni neoclassici ed è costituita da un lungo corpo rettangolare a due piani. Dell'originario schema tradizionale a "U" è rimasto il solo corpo centrale, mentre delle due ali non è rimasta alcuna traccia. Nel tempo, accanto al corpo centrale, sono stati costruiti due edifici laterali perfettamente inseriti nell'architettura generale. Su uno di questi edifici è costruita una piccola torre, utilizzata, nei suoi ultimi anni di vita, dall'astronomo Barnaba Oriani per i suoi studi. Il complesso comprende anche un piccolo giardino botanico, il Giardino di Villa Mylius.

## Storia
Verso la metà del XVIII secolo la villa sorse su un vasto appezzamento agricolo nel centro dell'allora borgo di Sesto. Non si conosce il nome della famiglia che commissionò la costruzione della villa. All'inizio del XIX secolo, Enrico Mylius divenne il proprietario della villa, dove decise di stabilirsi con la famiglia. Enrico Mylius era solito ricevere nella villa esponenti della cultura del periodo, la stessa attenzione filantropica caratterizzò anche la vita degli eredi di Mylius, in particolare della nuora Sophie che fece della villa il centro di veri e propri salotti intellettuali.
Nel 1921 la villa venne acquistata dal comune di Sesto San Giovanni e divenne la sede del municipio.
Negli anni del fascismo sulla balconata della villa venne installata una mitragliatrice: un cambiamento brutale, non solo per la società, ma per la villa stessa. In quegli anni infatti molti degli affreschi, delle decorazioni floreali, degli stucchi e dei rosoni dorati finirono sotto una strato di calce. Nel 1954 l'allora sindaco Abramo Oldrini lesse, dalla balconata della villa, il documento ufficiale che proclamava Sesto San Giovanni città.
In seguito, villa Mylius divenne prima sede dei vigili urbani e poi sede dell'ISEC. Nel 2014 si è concluso l'ultimo lotto del restauro conservativo della villa iniziato nel 2000.